# Дорогобид, Григорий Макарович
Григорий Макарович Дорогобид (1911—1994) — Герой Социалистического Труда.

## Биография
Окончил Днепропетровский химико-технологический институт (1938), инженер-химик-технолог. Работал на Ново-Орджоникидзевском коксохимическом заводе в городе Енакиево.
После начала Великой Отечественной войны эвакуирован в Магнитогорск в октябре 1941 года. В 1941—1957 гг. — газовщик, мастер, начальник коксового цеха, в 1957—1974 гг. — начальник коксохимического производства (КХП) Магнитогорского металлургического комбината.
За время его руководства КХП стало самым крупным в СССР по выпуску кокса и химпродуктов и самым передовым по оснащению средствами механизации и автоматизации трудоемких и вредных процессов. Под его руководством разработана технология бездымной загрузки печей, внедрена технология производства сульфата высшего сорта.
Герой Социалистического Труда (22.03.1966). Его имя присвоено средней школе № 53 г. Магнитогорска. В Магнитогорске в его честь установлена мемориальная доска на доме, в котором он жил.
Скончался 20 июля 1994 года. Похоронен на Правобережном кладбище Магнитогорска.

## Награды
- медаль «Серп и Молот»
- орден Ленина (1966),
- орден Октябрьской Революции (1971),
- два ордена Трудового Красного Знамени (1951, 1958),
- орден Красной Звезды (1945),
- медали.